# 専行寺 (新宿区)
専行寺（せんぎょうじ）は、東京都新宿区にある真宗大谷派の寺院。

## 歴史
『牛込区史』によれば、1646年（正保3年）、了察によって開山されたという。一方、当寺公式サイトによれば、1620年（元和6年）、了察によって開山されたとしている。
元々は、現在の東京都千代田区二番町に位置していたが、1718年（享保3年）に現在地に移転した。
「最後の文人画家」と評された松林桂月が、野口幽谷の門下生だった頃、当寺に一時期寄寓していた。松林桂月の貧窮ぶりを見かねて、当寺の住職が部屋を提供したものである。そのため、青年期の桂月の作品が残されている。

## 交通アクセス
- 牛込柳町駅東口より徒歩5分（経路案内）。